# Залив Успеха
Зали́в Успе́ха (лат. Sinus Successus) — залив шириной около 130 км на северо-восточном краю лунного Моря Изобилия. Назван в честь удачного полёта автоматической станции «Луна-16» — первого советского космического аппарата, доставившего на Землю образец лунного грунта (рядом с этим заливом находится место посадки этой станции). Название утверждено Международным астрономическим союзом в 1979 году, через 9 лет после полёта «Луны-16».

## Расположение и смежные структуры
Координаты центра Залива Успеха — 1°07′ с. ш. 58°31′ в. д. / 1,12° с. ш. 58,52° в. д.. С его северной стороной сливается 38-километровый кратер Уэбб P, дно и половина вала которого покрыты застывшей лавой из этого залива. С восточной стороны находится 35-километровый сильно разрушенный кратер Кондон, отделённый от залива только небольшой грядой. На юго-восточном краю залива расположен 21-километровый хорошо сохранившийся кратер Уэбб.